# ボーンズ・ハウ
デイトン・バー・"ボーンズ"・ハウ（Dayton Burr "Bones" Howe、1933年3月18日 - ）は、グラミー賞を受賞したこともある音楽プロデューサー、レコーディング・エンジニアで、おもに1960年代から1970年代にかけて、フィフス・ディメンションやアソシエイションのヒットの大部分など、サンシャイン・ポップ (sunshine pop) のジャンルを中心にヒット曲を手がけ、また、何本もの映画の音楽監修を務めた。ハウは、ヒット曲においてプロデューサーとエンジニアの両方を務めた、音楽業界において最も初期の人物のひとりである。さらに、ハウはレコーディングの際に「デイトン・ハウ (Dayton Howe)」名義で、ミュージシャンとしてクレジットされることもあった。

## 経歴

### 生い立ちと教育
ミネソタ州ミネアポリスに生まれたハウは、1941年にフロリダ州サラソータへ移り、サラソータ高校 (Sarasota High School) を1951 年に卒業した。高校では、ダンスバンドやジャズ・クインテットのドラマーを務めていた。その後、ジョージア工科大学へ進み、1956年に、電子・通信工学の学位をとって卒業した。

### 職歴
ジョージア工科大学在学中から、ハウは数多くの地元のバンドで演奏し、卒業後は、音楽の愛好と電子工学の学位を結びつけることを決心し、ハリウッドへ行き、ラジオ・レコーダーズ (Radio Recorders) で音響エンジニアとしての仕事に就いた。1956年から1962年にかけて、ハウは業界でもよく知られた存在となり、スタジオ録音におけるマルチトラック、マルチマイクロフォン技術の発展に貢献した。
レコーディング・エンジニアとして関わった作品には、ママス&パパスの「夢のカリフォルニア」や「マンデー・マンデー (Monday, Monday)」も含まれている。ジョニー・リバース (Johnny Rivers) の初期の優れたヒット作は、ハウによって、スタジオではなくウィスキー・ア・ゴーゴーで収録された。ハウは、ジェリー・リー・ルイス、エルヴィス・プレスリー、ジュース・ニュートン (Juice Newton) といったミュージシャンたちとの仕事を通して、アメリカレコード協会 (RIAA) から20におよぶゴールドディスクやプラチナディスクの賞を獲得した後、ロックやポップの映画における使用を広めることに関心を寄せるようになり、『バック・トゥ・ザ・フューチャー』や『シリアル・ママ』といった高収益を上げた映画の音楽監修に関わった。
1986年、ハウはコロンビア ピクチャーズの副社長（音楽部門担当）に迎えられ、同社がソニーに買収された1989年には執行副社長に昇進した。1992年に、ハウは職を辞し、独立系の音楽の録音と、映画音楽の仕事に戻った。